# Suore domenicane di Malta
Le suore domenicane di Malta (in inglese Dominican Sisters of Malta) sono un istituto religioso femminile di diritto pontificio: le suore di questa congregazione pospongono al loro nome la sigla O.P.

## Storia
Le origini della congregazione risalgono al monastero di religiose domenicane claustrali sorto nel 1889 a Malta a opera di Carolina Cauchi, che però non vi abbracciò la vita religiosa; nel 1900 al monastero fu affiancata una chiesa intitolata a Nostra Signora di Pompei.
La prima filiale, con annessa una clinica, fu aperta a Lija nel 1916; nel 1954 fu aperta anche la prima missione in Ceylon.
L'istituto, aggregato  all'Ordine dei frati predicatori dal 1893, ricevette il pontificio decreto di lode nel 1966 e le sue costituzioni ottennero l'approvazione definitiva dalla Santa Sede nel 1969.

## Attività e diffusione
Le domenicane di Malta di dedicano principalmente all'assistenza infermieristica, ma anche all'insegnamento, alla catechesi e al lavoro nelle missioni.
Oltre che a Malta, le suore sono presenti in Australia, Italia, Pakistan, Regno Unito e Sri Lanka; la sede generalizia è a Rabat.
Alla fine del 2011 la congregazione contava 144 religiose in 21 case.